# Gabrielle Haugh
Gabrielle Haugh (Sacramento, 7 gennaio 1996) è una modella e attrice statunitense.
Ha ottenuto popolarità per aver interpretato il ruolo di Jade Michaels nella soap opera Il tempo della nostra vita, oltre ad aver interpretato il ruolo di protagonista nei film The Midnight Man e Jeepers Creepers 3.

## Biografia e carriera
Haugh ha iniziato a studiare teatro e musical teatrale già durante gli anni della scuola superiore. Nel 2014 si è trasferita a Los Angeles. Ha successivamente iniziando a firmare un contratto con Cast Images, iniziando quindi come modella: in questo periodo ha lavorato per le linee d'abbigliamento Clothing 21, Jeweliq e Bobi Los Angeles, oltre ad apparire sulla copertina della rivista GEV. Haugh risulta tuttora parte della Cast Images. Nel 2015 è apparsa nel video musicale di Cold Hands del gruppo The Dose e ha debuttato come attrice interpretando un ruolo minore nel film The Long Home, al fianco e diretta da James Franco, ad oggi mai distribuito. Nel 2016 ha recitato nel film TV sceneggiato da James Franco Al letto col nemico e, per la prima volta da protagonista, nel film horror The Midnight Man, questa volta al fianco di Lin Shaye e Robert Englud: il film è stato distribuito internazionalmente solo nel 2017. Sempre nel 2017 ha ottenuto il suo primo ruolo di rilievo in TV, interpretando Jade Michaels nella soap opera Il tempo della nostra vita. Nel 2018 è stata di nuovo protagonista di un film horror, questa volta Jeepers Creepers 3.

## Filmografia

### Cinema
- The Midnight Man, regia di Travis Zariwny (2017)
- The Institute, regia di James Franco e Pamela Romanowsky (2017)
- Jeepers Creepers 3, regia di Victor Salva (2018)
- Against The Clock, regia di Mark Polish (2019)
- Ted Bundy: American Boogeyman, regia di Daniel Farrands (2021)

### Televisione
- Nel Letto del nemico – film TV, regia di Melanie Aitkenhead (2016)
- Tredici – serie TV, 2 episodi (2017)
- Il tempo della nostra vita – soap opera, 29 episodi (2017)
- Grown-ish – serie TV, 1 episodio (2018)
- Speechless – serie TV, 1 episodio (2019)